# Bernard Claasen Speerdyke
Bernard Claesen Speerdyke (overleden nabij Manzanillo, Cuba, maart 1670 †) was een Nederlands piraat in Engelse dienst.
Speerdyke wordt voor het eerst vermeld in 1663, als kapitein onder het bewind van de gouverneur van Jamaica. Hij plunderde onder Engels bewind eilanden voor de kust van Venezuela met als grootste slag San Tomas. 
Speerdyke zou een groot aartsvijand van Manuel Rivero Pardal worden. De twee zouden elkaar voor het eerst ontmoeten rond de Benedenwindse Eilanden; daar zou Speerdyke hem een loer gedraaid hebben met een lading handel die voor Pardal bestemd was. Begin 1670 was Speerdyke naar Cuba getrokken; uit naam van de gouverneur van Jamaica kwam hij Spaanse soldaten vrijlaten en had hij vredesbrieven bij zich om vrede te sluiten met de plaatselijke gouverneur. Nadat hij zijn missie volbracht had, vertrok hij uit de baai van Manzanillo, daarop stuitte hij wederom op Pardal, die hem in een hinderlaag lokte. Toch wist Speerdyke met zijn sloep bestaande uit 17 man zich hevig te verzetten tegen de grote bark van Pardal met zijn 70 man aan boord. Wegens de overmacht moest Speerdyke het met de dood bekopen.

## Bron
- Michael Pawson, De Geschiedenis van Port Royal en Jamaica, 1975.